# بيتر بونريز
بيتر بونريز (بالإنجليزية: Peter Bonerz)‏ مواليد 6 أغسطس 1938 في بورتسموث، نيوهامبشير، الولايات المتحدة، هو ممثل ومخرج أمريكي بدأ مسيرته الفنية سنة 1965. فاز بجائزة نقابة المخرجين الأمريكيين. من أعماله رجل على القمر والحدائق والمنتزهات.

## روابط خارجية
- بيتر بونريز على موقع IMDb (الإنجليزية)
- بيتر بونريز على موقع ألو سيني (الفرنسية)
- بيتر بونريز على موقع أول موفي (الإنجليزية)
- بيتر بونريز على موقع قاعدة بيانات برودواي على الإنترنت (الإنجليزية)
- بيتر بونريز على موقع قاعدة بيانات الأفلام السويدية (السويدية)
- بيتر بونريز على موقع إن إن دي بي (الإنجليزية)
- بيتر بونريز على موقع ديسكوغز (الإنجليزية)
- بيتر بونريز على موقع قاعدة بيانات الفيلم (الإنجليزية)
- بيتر بونريز على موقع كينوبويسك (الروسية)